# Crosscutting
Crosscutting is een montagetechniek voor films, waarbij twee of meer verschillende, meestal zich tegelijkertijd afspelende scènes in elkaar overgaan, en dus even gelijktijdig in beeld zijn. Een van de eerste films met deze techniek is The Great Train Robbery uit 1903, van de Amerikaanse filmpionier Edwin S. Porter. De eveneens Amerikaanse filmregisseur D.W. Griffith is een beroemd beoefenaar van deze techniek, en heeft een groot aandeel gehad in de popularisering ervan.